# Vanessa Kasper
Vanessa Kasper (* 8. Dezember 1996) ist eine Schweizer Skirennfahrerin. Sie startet vor allem in den Disziplinen Riesenslalom und Slalom.

## Biografie
Kasper stammt aus Celerina im Kanton Graubünden und absolvierte das Sportgymnasium in Davos. Ihr Vater Curdin war einst Trainer der Schweizer Skilanglauf-Nationalmannschaft und unter anderem für die Erfolge von Andy Grünenfelder verantwortlich. Im Gegensatz zu ihrem Vater entschied sich seine Tochter Vanessa für den alpinen Skisport. Im Alter von 15 Jahren nahm Kasper ab November 2012 an FIS-Rennen teil. Beim Europäischen Olympischen Jugendfestival 2013 in Brașov fuhr sie im Riesenslalom auf den fünften Platz. Die ersten Einsätze im Europacup folgten im Januar 2014. Im selben Monat wurde sie Schweizer Riesenslalom-Meisterin bei den Juniorinnen. Zwei Jahre nach ihrem Europacup-Debüt begann Kasper in der Saison 2015/16 regelmässig in die Punkteränge zu fahren. Ihr bestes Ergebnis bei Juniorenweltmeisterschaften erzielte sie im März 2016 in Sotschi mit Platz 10 im Riesenslalom.
Am 10. Dezember 2016 startete Kasper erstmals zu einem Weltcup-Rennen, dem Riesenslalom von Sestriere, wo sie im ersten Lauf ausschied. Nachdem der weitere Saisonverlauf eher durchschnittlich gewesen war, gelang ihr im Winter 2017/18 eine deutliche Leistungssteigerung. Sie gewann erstmals ein FIS-Rennen und erzielte am 3. Dezember 2017 ihre erste Podestplatzierung im Europacup. Fünf Tage später, an ihrem 21. Geburtstag, entschied sie in Kvitfjell zum ersten Mal einen Europacup-Riesenslalom für sich. Die ersten Weltcuppunkte gewann sie am 29. Dezember 2017 mit Platz 27 im Riesenslalom von Lienz.

## Erfolge

### Weltcup
- 2 Platzierungen unter den besten 20

### Weltcupwertungen
| Saison  | Gesamt | Gesamt | Riesenslalom | Riesenslalom | Parallel | Parallel |
| Saison  | Platz  | Punkte | Platz        | Punkte       | Platz    | Punkte   |
| ------- | ------ | ------ | ------------ | ------------ | -------- | -------- |
| 2017/18 | 126.   | 4      | 52.          | 4            | –        | –        |
| 2020/21 | 112.   | 10     | 49.          | 10           | –        | –        |
| 2021/22 | 100.   | 25     | 50.          | 7            | 14.      | 18       |

### Europacup
- Saison 2015/16: 10. Riesenslalomwertung
- Saison 2017/18: 9. Riesenslalomwertung
- 4 Podestplätze, davon 1 Sieg:

| Datum            | Ort       | Land     | Disziplin    |
| ---------------- | --------- | -------- | ------------ |
| 8. Dezember 2017 | Kvitfjell | Norwegen | Riesenslalom |

### Juniorenweltmeisterschaften
- Sotschi 2016: 10. Riesenslalom, DNF Slalom
- Åre 2017: 17. Riesenslalom, DNF Slalom

### Europäisches Olympisches Winter-Jugendfestival
- Brașov 2013: 3. Mannschaft, 5. Riesenslalom, 22. Slalom

### Weitere Erfolge
- 2 Siege in FIS-Rennen
- Schweizer Meisterin im Riesenslalom (2024, 2025)
- Bronze bei den Schweizer Meisterschaften im Riesenslalom (2016)
- Schweizer Juniorenmeisterin im Riesenslalom (2014)